# Marienkirche (Aerzen)

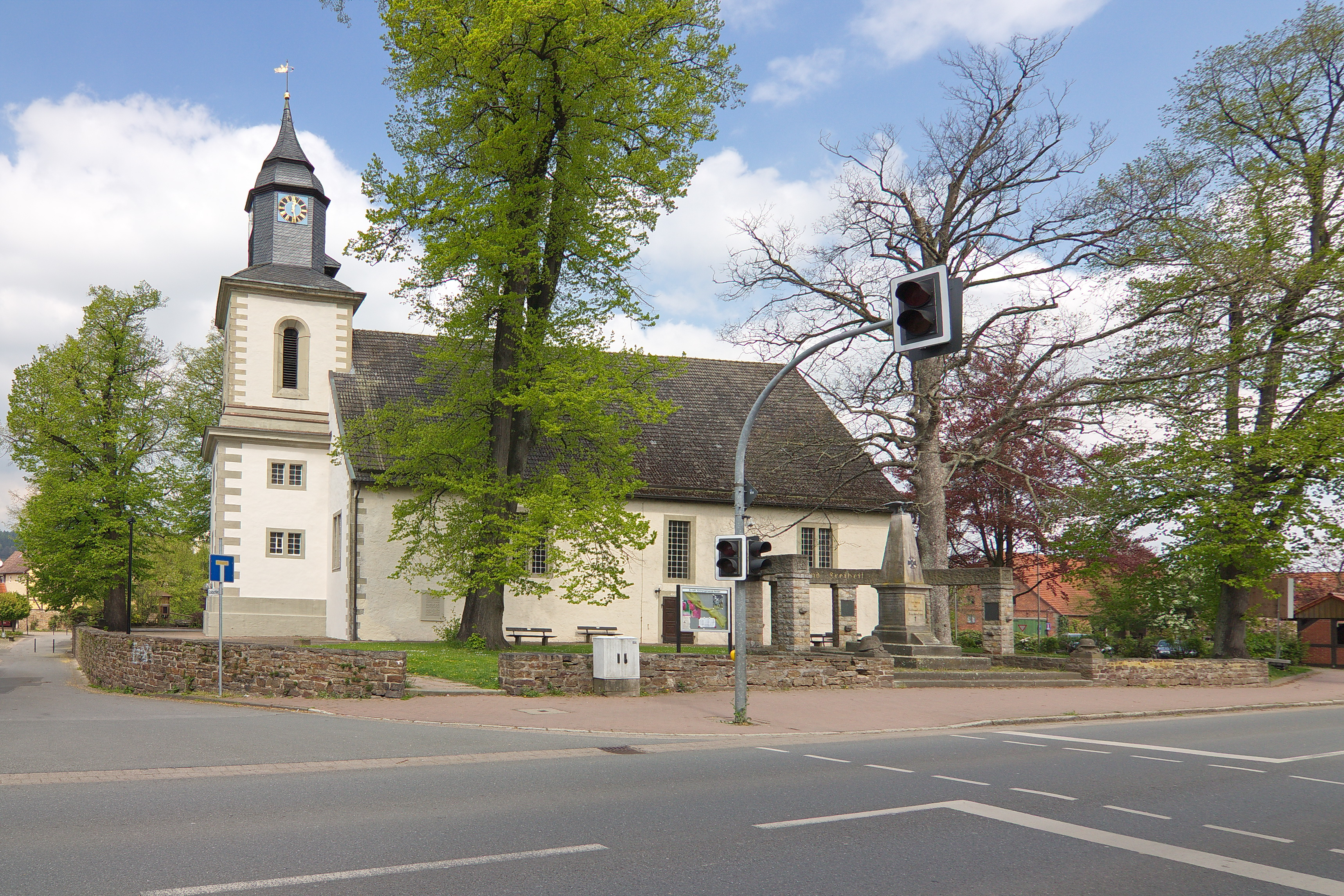
Marienkirche

Die evangelische Marienkirche ist ein denkmalgeschütztes Sakralgebäude in Aerzen (Landkreis Hameln-Pyrmont) in Niedersachsen.

## Geschichte
Im Jahr 1153 wurde eine Kirche mit kreuzförmigem Grundriss in romanischen Bauformen geweiht, die dem Hl. Petrus gewidmet war, wie viele der alten Kirchen im Weserraum. Der nördliche Querhausarm, der sich heute noch im Untergeschoss als Sakristei und im Obergeschoss als Gemeinderaum für Kirchenkaffee und kleinere Gruppen nutzt, ist mit seinem romanischen Gewölbe bis heute erhalten. Dieser Bau war eine spätromanische Basilika, die 1642 bei einem Brand während des Dreißigjährigen Krieges zerstört wurde, als die Weimarsche Reiterei in Aerzen einmarschierte. 
Der Wiederaufbau der Kirche begann 1643 durch den Kirchenpatron Börries v. Münchhausen. Der Neubau erfolgte als einschiffiger Saalbau aus Bruchsteinmauerwerk, der durch Holzpfeiler in dreischiffige Arkaden unterteilt wurde. In den Neubau wurde der nördliche Kreuzarm mit Kreuzgratgewölbe einbezogen. Während des Wiederaufbaus wurden die Kanzel und der Taufstein im Kunststil der späten Renaissance gestiftet.
Im Jahr 1662 goss der Lemgoer Meister Christoffel Kleimann drei Bronzeglocken für die Aerzener Kirche. Die mittlere Glocke ist auch heute noch vorhanden. 1686 wurde die Herrschaftsprieche (Empore) im alten Querhausarm für die freiherrliche Familie v. Münchhausen errichtet. Diese enthält Fenster, eine Bekrönung und Passionsgemälde des Rintelner Universitätsmalers J. Woltemate.
1691 stiftete Otto v. Münchhausen einen barocken Altar, der in Italien aus rötlichem und grauem Marmor sowie Alabaster gefertigt wurde. 1713 wurde eine Orgel gebaut, deren barocker Prospekt bis heute erhalten ist. 
Der Kirchturm wurde 1732 in barocken Formen neu erbaut und die Kirche wurde dabei ein Stück in Richtung Westen vergrößert. Nachdem der Kirchturm 1853 durch einen Blitzeinschlag beschädigt wurde, erfolgte 1858 eine Verkürzung des Turms und der Bau eines neuen Turmdaches in Form einer ‚Laterne’ mit geschweifter Spitze.
1951 wurde die Kirche renoviert, wobei unter anderem die von v. Münchhausen’sche Gruft unter dem Altarraum geschlossen und die Emporen verkleinert wurden. 1962 erfolgte der Neubau der Orgel mit 22 Registern auf zwei Manualen und Pedal durch die Gebr. Hillebrand im alten Gehäuse von 1713.
Im Jahr 1973 wurden drei neue Glocken gegossen und aufgehängt, um die Glocke von 1662 zu ergänzen. Schließlich fand 2020 eine umfangreiche Sanierung der Orgel statt, bei der auch technisch-klangliche Veränderungen durch den Orgelbau Hammer vorgenommen wurden. Das Instrument zählt nun mit seinen 24 Registern (II/P) zu den klanglich besonders schönen und bemerkenswerten Orgeln im Weserbergland.

## Ausstattung
- Mehrfarbiger Marmoraltar mit Figuren und Reliefs von 1691
- Priechengemälde von J. Woltemate von 1686
- Kanzel aus der 2. Hälfte des 17. Jahrhunderts, Orgelprospekt von 1713